# Mittelschule (Bayern)
Hauptschulen können sich in Bayern seit dem Schuljahr 2011/2012 Mittelschule nennen, sofern sie – alleine oder im Verbund mit anderen Schulen – folgende Kriterien erfüllen:
1. Die Schule bietet Ganztagesbetreuung.
2. Sie ermöglicht den Schülern, nach dem qualifizierenden Hauptschulabschluss den Mittlere-Reife-Zug (kurz: M-Zug, M-Zweig oder M-Klasse) zu besuchen und den Mittleren Schulabschluss an der Mittelschule (gleichwertig mit dem Mittleren Schulabschluss (an einer Realschule)) zu erreichen.
3. Die Schüler haben von der achten Klasse an die Möglichkeit, sich auf einen der drei Zweige Technik, Wirtschaft oder Soziales zu spezialisieren. Dieses Angebot hängt allerdings von der Schülerzahl und den zur Verfügung stehenden Lehrkräften ab. Dabei arbeiten die Verbundschulen zusammen.

## Umbenennung
Durch die Umbenennung in Mittelschule, meistens im Zusammenhang mit der Bildung von Verbundschulen, will man unter anderem die Schließung kleiner Hauptschulen vor allem auf dem Land verhindern. 
Bis in die 1960er Jahre, in der Umgangssprache vor allem der älteren Generation noch unmittelbar bis 2011/2012, hießen die heutigen Realschulen in Bayern Mittelschulen.

## Übertrittsquote
Die Übertrittsquote von der Grundschule beträgt in Bayern seit mehreren Jahren stabile 30 % des Jahrgangs (Schuljahr 2018/19) und damit immer noch knapp vor der Realschule (28 %) hinter dem Gymnasium mit fast 40 %.
| Schulart     | 2018/19 |
| ------------ | ------- |
| Mittelschule | 30 %    |
| Realschule   | 28 %    |
| Gymnasium    | 40 %    |